# آجه و اسکارپلی
آجه و اسکارپلی (ایتالیایی: Age & Scarpelli)؛ نام هنری است که توسط زوج فیلم‌نامه‌نویس ایتالیایی، آجنور اینکروچی (۱۹۱۴–۲۰۰۵) و فوریو اسکارپلی (۱۹۱۹–۲۰۱۰ میلادی) به کار گرفته شده است. این دو با یکدیگر فیلم‌نامهٔ حدود یکصد فیلمِ عمدتاً طنز کمدی، را به رشتهٔ تحریر درآوردند.
شروع به کار با هم این دو نفر، با فیلم  Totò cerca casa  در سال ۱۹۴۹ میلادی آغاز شد. این همکاری در اواسط دههٔ ۱۹۸۰ میلادی به پایان رسید. آنها برای بسیاری از کارگردانان مطرح سینمای ایتالیا کار کردند همچون سرجو لئونه (خوب، بد، زشت)، ماریو مونیچلی (از جمله کار برجستهٔ ایشان، برانالونه)، دینو ریسی، لوئیجی کومنچینی، پیترو جرمی و اتوره اسکولا و نیز دیالوگ بسیاری از فیلم‌های توتو توسط آن‌دو نوشته شده است.
در سال ۱۹۸۵ این فعالیت مشترک خاتمه پیدا کرد و از آن پس به طور جداگانه برای فیلم‌هایی مانند Boom توسط آگه و ایل پوستینو: پستچی توسط اسکارپلی به کار ادامه دادند.
از آگه و اسکارپلی اغلب به عنوان مخترعان کمدی به سبک ایتالیایی نام برده می‌شود.

## گزیده فیلم‌شناسی
- ناپلی‌ها در میلان (۱۹۵۳)
- کاستا دیوا (۱۹۵۴)
- دن کامیلو و عالی‌جناب پپونه (۱۹۵۵)
- دو همسری (فیلم ۱۹۵۶) (۱۹۵۶)
- آدم‌های ناشناس (۱۹۵۸)
- جنگ بزرگ (۱۹۵۹)
- عضو مافیا (۱۹۶۲)
- خوب، بد، زشت (۱۹۶۶)
- تراس (۱۹۸۰)
- در گرداب گناه (۱۹۸۷)